# Pterochilus bembeciformis
Pterochilus bembeciformis är en stekelart. Pterochilus bembeciformis ingår i släktet Pterochilus och familjen Eumenidae. Utöver nominatformen finns också underarten P. b. circencis.